# Municipio de Crab Creek
El municipio de Crab Creek (en inglés: Crab Creek Township) es un municipio ubicado en el  condado de Henderson en el estado estadounidense de Carolina del Norte. En el año 2010 tenía una población de 4.558 habitantes.

## Geografía
El municipio de Crab Creek se encuentra ubicado en las coordenadas 35°17′38.42″N 82°33′12.44″O / 35.2940056, -82.5534556.